# شهرستان روت (کلرادو)
شهرستان روت، کلرادو (به انگلیسی: Routt County, Colorado) یک سکونتگاه مسکونی در ایالات متحده آمریکا است که در کلرادو واقع شده‌است.

## خصوصیات
شهرستان روت ۶٬۱۳۳٫۱۳ کیلومترمربع مساحت دارد.